# Yechiel Yaakov Weinberg
Pour les articles homonymes, voir Weinberg.
Yechiel Yaakov Weinberg, né le 24 janvier 1884 en Pologne et mort en 1966 à Montreux, Suisse, est un des rabbins orthodoxes décisionnaires et rosh yeshiva du XXe siècle. Il est connu sous le nom de son œuvre majeure, Seridei Eish.

## Éléments biographiques
Yechiel Yaakov Weinberg,, est né le   24 janvier 1884 en Pologne.

### Les études
Il étudie à la Yeshiva de Mir et à la Yeshiva de Slabodka.

### Rabbin
Pendant sept ans il occupe la position de rabbin de la ville ainsi que rabbin d'État (en) de Pilviškiai), aujourd'hui en Lituanie.

### LeGhetto de Varsovie
En 1939, le rabbin Weinberg fuit l'Allemagne nazie et se retrouve dans le Ghetto de Varsovie, dont il est un important leader.
À cause de sa citoyenneté  russe, les allemands l'emprisonne avec des prisonniers russes, ce qui lui permet de survivre à la guerre.

### Le Sage de Montreux
Après la guerre, un de ses étudiants, Shaul Weingort le fait venir à Montreux, où il va vivre le reste de sa vie.
A Montreux se trouve la Yechiva Etz Haïm fondée en 1927, la première Yechiva en Suisse, par le père du rabbin Moshé Botschko, le rabbin Yerahmiel Eliyahou Botschko (1888-1956).
Le rabbin Weinberg bien que proche spirituellement de la Yechiva de Montreux garde ses distances. Il préfère consacrer son temps à son œuvre, correspondant avec le monde entier. Il trouve à Montreux la tranquillité de penser et d'écrire.
Le rabbin Yechiel Yaakov Weinberg est décédé à Montreux le lundi 24 janvier 1966.
Il est enterré au Mont des Répits à Jérusalem.

## Œuvres
- (he) Pinui Atsmot Metim. Berlin, 1926.
- (he) Mechkarim beTalmud. Berlin, 1938.
- (he) Seridei Eish. 4 volumes publiés par le Mossad Harav Kook, Jérusalem, Israël, 1961,1962 et 1966. Réimprimé sous le titre Shut Seridei Eish en 1999.
- (he) Kitvei ha-Gaon Rabbi Yechiel Yaakov Weinberg zatsal. Scranton, 2003.
- (he) Chidushei Baal "Seridei Eish". Jérusalem, Israël, 2005

## Traduction en français
- La Haggada de Pessah commentée par le rabbin Ye'hiel Yaacov Weinberg et annotée par son élève le rabbin Abraham Weingort (traduction de l'hébreu par Joël Hanhart). Editions Lichma. Paris, 2014.